# Дзюнйо
Дзюнйо (яп. 隼鷹) — японський важкий авіаносець типу «Дзюнйо» часів Другої світової війни.

## Бойове використання
Невдовзі після вводу в експлуатацію «Дзюнйо» взяв участь в битві за Мідвей. Його авіагрупа могла б відіграти вирішальну роль у битві, але в той час авіаносець брав участь в операції в районі Алеутських островів. Його літаки бомбили Датч-Харбор та забезпечували висадку десанту на острови Атту та Кіска. Ці операції не принесли значного результату.
Пізніше авіаносець брав участь у битві біля східних Соломонових островів, в бою біля островів Санта-Крус і в битві за Гуадалканал. Так, біля островів Санта-Крус у жовтні 1942 року «Дзюнйо» завдав пошкоджень американським крейсеру та лінкору «Соут Дакота». Також «Дзюнйо» відіграв важливу роль у потопленні авіаносця «Хорнет».
5 листопада 1943 року в районі острова Сінгапур був торпедований американським підводним човном «Галібат», після чого 3 місяці проходив ремонт та модернізацію.

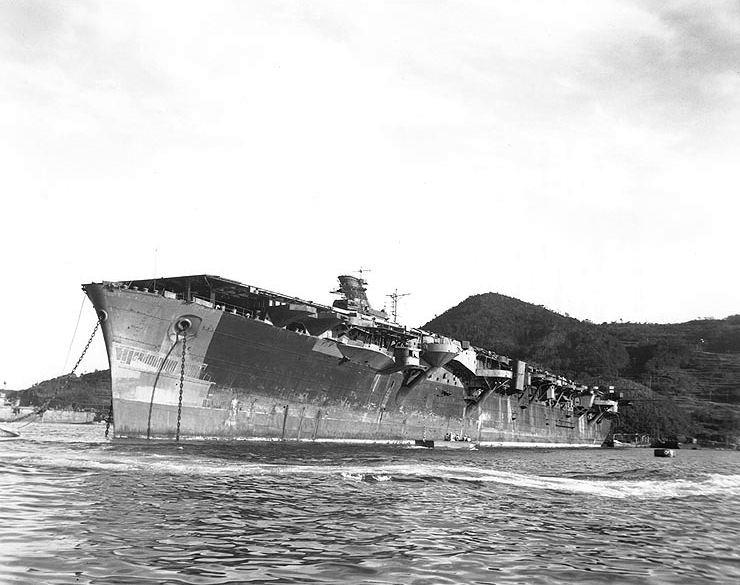
«Дзюнйо» в Сасебо, 1945 рік

У ході битви у Філіппінському морі 20 червня 1944 року зазнав ушкоджень від влучання 2 авіабомб та 6 близьких вибухів бомб. Загинули 52 члени екіпажу. Ремонт у Японії та установка додаткового зенітного озброєння тривали до кінця серпня.
Восени 1944 року корабель (без авіагрупи) перевозив вантажі в Манілу. 9 грудня у Східнокитайському морі «Дзюнйо» атакували американські підводні човни «Сі Девіл» та «Редфіш». У корабель влучили 3 торпеди. Попри затоплення машинного відділення правого борту та прийом 5000 тонн води, корабель зберіг 12-вузловий хід і повернувся на базу. До квітня 1945 року проходив ремонт у Сасебо, потім виведений у резерв.
У 1947 році утилізований.